# Bernie Mikkelsen
Bernie Mikkelsen (* 11. April 1950) ist ein ehemaliger kanadischer Snooker- und Poolbillardspieler. Er spielte zwischen 1979 und 1993 auf der Snooker-Profitour. Dabei erreichte er das Halbfinale der Canadian Professional Championship 1988, die Runde der letzten 32 des Classic 1986 und Rang 61 der Snookerweltrangliste. Vorher hatte er bereits das Halbfinale der Canadian Open 1976 erreicht, nach dem Ende seiner Profikarriere wurde er 1996 noch kanadischer Meister im 9-Ball.

## Karriere
Mikkelsen erreichte 1976 mit Siegen über David Greaves und John Pulman das Halbfinale der Canadian Open, wo er schließlich Alex Higgins unterlag. Im selben Jahr durfte er an der Amateurweltmeisterschaft teilnehmen, wo er allerdings bereits in der Gruppenphase ausschied. Ein Jahr später unterlag er Robert Paquette im Halbfinale der kanadischen Meisterschaft. Zur Saison 1979/80 wurde er Profispieler. In seinen ersten Profijahren nahm Mikkelsen aber nur an wenigen Profiturnieren teil und gewann auch nur wenige Spiele. Dies änderte sich mit der Saison 1984/85, als er unter anderem die Hauptrunde der International Open und der British Open erreichte. Infolgedessen platzierte er sich auf Platz 82 der Weltrangliste.
Weitere Hauptrundenteilnahmen folgten in der Saison 1985/86, in der Mikkelsen mit der Runde der letzten 32 beim Classic sein bestes Ergebnis bei einem Turnier mit Einfluss auf die Weltrangliste in seiner Karriere erzielte. Dieses Ergebnis führte ihn auf Platz 61 der Weltrangliste, ebenfalls seine beste Platzierung. Danach konnte Mikkelsen zwar noch kurzfristig seine Form halten, danach zog er sich aber vom professionellen Snooker kurz zurück. Zur Saison 1988/89 zeigte er zwar noch einmal volle Präsenz und zog ins Halbfinale der Canadian Professional Championship ein, doch danach reduzierte er die Anzahl seiner Turnierteilnahmen wieder deutlich. Im Anschluss an die Snookerweltmeisterschaft 1990 zog er sich endgültig vom Profisnooker zurück. Bereits abgestürzt auf Rang 145 der Weltrangliste, verlor er 1992 auch seinen Ranglistenplatz. Ein Jahr später beendete er offiziell seine Karriere.
1996 erreichte Mikkelsen das Finale der kanadischen Meisterschaft im 9-Ball. Dort wurde er mittels eines 15:14-Sieges über Paul Potier kanadischer Meister.